# Lucuma
Lucuma  Molina, 1782 è un genere di piante della famiglia delle Sapotacee, diffuso nell'America tropicale.

## Tassonomia
Il genere comprende le seguenti specie:
- Lucuma arguacoensium H.Karst.
- Lucuma bifera Molina
- Lucuma campechiana Kunth
- Lucuma dominigensis C.F.Gaertn.
- Lucuma grandiflora A.DC.
- Lucuma littoralis Mart. ex Miq.
- Lucuma multiflora A.DC.
- Lucuma rivicoa C.F.Gaertn.
- Lucuma venosa (Mart.) Mart. & Miq.